# تپه شربت آلی شمالی
تپه شربت آلی شمالی مربوط به دوره اشکانیان - سده‌های اولیه دوران‌های تاریخی پس از اسلام است و در شهرستان مشگین‌شهر، بخش ارشق، دهستان ارشق مرکزی، روستای قورلو واقع شده و این اثر در تاریخ ۲۶ اسفند ۱۳۸۷ با شمارهٔ ثبت ۲۵۸۴۹ به‌عنوان یکی از آثار ملی ایران به ثبت رسیده است.